# Сьодертеле (община)
Община Сьодертеле (на шведски: Södertälje kommun) е разположена в лен Стокхолм, централна източна Швеция с обща площ 611 km2 и население 91 072 души (към 31 декември 2013). Административен център на община Сьодертеле е едноименния град Сьодертеле.